# Inspector Henderson
El Inspector William Henderson es un personaje secundario en los cómics de Superman publicados por DC Comics.
Junto con los cómics, Henderson ha aparecido en varios programas de televisión como Aventuras de Superman, donde fue interpretado por Robert Shayne. El personaje fue interpretado por Damon Gupton en las primeras tres temporadas de la serie de acción en vivo del Arrowverso Black Lightning.

## Historia

### Historia de la radio y la televisión
El inspector Henderson es un Inspector de policía que apareció por primera vez en la serie de radio de la década de 1940 Las aventuras de Superman, en la que era el contacto policial de Superman. Utilizado principalmente como caja de resonancia en esa capacidad, el único detalle sobre la vida personal de Henderson que se reveló fue que tenía un hijo llamado Ray. El inspector Henderson fue interpretado por Matt Crowley y más tarde por Earl George.
Dennis Cooper y Lee Backman crearon un personaje completamente desarrollado para las Aventuras de Superman de la década de 1950, que debutó en el tercer episodio de la primera temporada "El caso del muñeco parlanchín", y después de la sólida actuación de Robert Shayne, fue adaptado a los cómics. El inspector Henderson para la serie de televisión tuvo un papel mucho más importante en la carrera de lucha contra el crimen de Superman, el personaje fue interpretado por Robert Shayne. Es miembro del Departamento de Policía de Metropolis y es amigo del personal del Daily Planet, donde a menudo trabaja con ellos en investigaciones de delitos. En el episodio "The Talking Clue", el inspector Henderson tiene un hijo adolescente llamado Ray (interpretado por Richard Shackleton). El personaje solo se introdujo en los cómics después de más de 20 años en Action Comics # 440 de Elliot S. Maggin y Curt Swan y Bob Oksner.

### Historia del cómic
Tomó un tiempo más para que el Inspector Henderson fuera presentado en los cómics. Cuando lo hizo, volvió a ser el principal contacto policial de Superman.
También apareció en números de la primera serie de Black Lightning, donde se revela que tiene un hijo llamado Andrew, quién es miembro de los 100.
En New Adventures of Superboy #6 (junio de 1980), se presentó una versión más joven del personaje. El sargento detective Henderson visitó Smallville en un intento de convencer a Superboy de que se mudara a 
Metrópolis, donde la tasa y el volumen de delitos eran mucho más altos. Henderson no tuvo éxito, aunque el Niño de Acero se mudaría a Metrópolis al llegar a la edad adulta y convertirse en Superman.
Desde la miniserie Man of Steel de John Byrne de 1986, el papel del Inspector Henderson se ha reducido un poco, a favor de los personajes más nuevos, Dan Turpin y Maggie Sawyer. Actualmente, Henderson es el comisionado de policía de Metrópolis.
Supergirl (vol. 5) # 37 (marzo de 2009) presenta al inspector Mike Henderson, un detective afroamericano que dirige la División Metacrimes de Metrópolis, una de las dos unidades que reemplazan a la Unidad de Delitos Especiales de Sawyer y Turpin (la otra es la Policía Científica).

## En otras versiones
En Superman Smashes The Klan, ambientada en 1946, el inspector Henderson es un detective de policía afroamericano de la Policía de Metrópolis. Como tal, debe soportar el racismo típico de la época, como cuando la familia Lee pensó que era un intruso en su propiedad después de que fue objeto de un ataque del Ku Klux Klan. Él mismo es el blanco directo del Klan, incluso siendo hecho prisionero por ellos junto con Perry White y Lois Lane. Eventualmente, Henderson es quien derrota y arresta a un oficial de policía corrupto que está ayudando al Klan en un ataque terrorista masivo en un juego de béisbol para niños.

## En otros medios

### Televisión
- El Inspector Bill Henderson formó parte del elenco principal de la serie de televisión estadounidense Aventuras de Superman, interpretado por Robert Shayne.
- El Inspector Henderson apareció en el episodio de Superman, "La noche de las sombras vivientes".
- El Inspector Henderson apareció en la serie de televisión de acción en vivo de la década de 1990 Lois & Clark: The New Adventures of Superman. En la mayoría de sus apariciones, fue interpretado por Richard Belzer, sin embargo, el papel fue interpretado por Mel Winkler y Brent Jennings antes de que Belzer asumiera el papel. Un personaje recurrente durante la primera temporada de Lois & Clark, el inspector Henderson no apareció en temporadas posteriores.
- Henderson apareció brevemente en el episodio de Superman: la serie animada, "Feeding Time", repetido por Mel Winkler. Esta versión es el comisionado de policía del Departamento de Policía de Metrópolis. Se ve a Henderson contándoles a Clark Kent, Jimmy Olsen y Lois Lane acerca de un oficial de policía siendo atacado por Parásito.
- Henderson es interpretado por Damon Gupton en la serie de The CW Black Lightning.[6] Al igual que los cómics, tiene problemas con el trabajo de vigilante de Black Lightning y trabajaría de mala gana con él cuando se trata de frustrar las tramas específicas de los 100. A mitad de la primera temporada, Henderson es ascendido a subjefe después de obtener evidencia de la corrupción cometida por El subjefe Zeke Cayman y los policías involucrados. En la temporada 2, Henderson descubre que Jefferson Pierce es Black Lightning mientras se entera de que Anissa es Thunder. Aunque está herido con Jefferson por mantener este secreto, todavía trabaja con él cuando se trata de encontrar formas de llevar a Tobias Whale ante la justicia. Alrededor del final del final de la segunda temporada, pone a Helga Jace bajo su custodia hasta que aparece el cazarrecompensas metahumano Instant y la lleva a sus empleadores markovianos. En la tercera temporada, Henderson es ahora el jefe de policía y el comandante Carson Williams lo intimida para que dé una conferencia de prensa televisada sobre el toque de queda impuesto por la A.S.A. o, de lo contrario, haría miserable la vida de su familia. Henderson cumplió de mala gana. El episodio "El libro de la ocupación: Capítulo cinco: Réquiem por Tavon" reveló que ha estado ayudando en secreto a Blackbird a formar una resistencia secreta contra la ASA. donde logra que Frank "Two-Bits" Tanner y el reverendo Jeremiah Holt estén de su lado. En el final de la tercera temporada, Henderson y sus rebeldes reciben ayuda de Lala y los restos de los 100 para luchar contra los soldados invasores markovianos. Cuando algunos soldados markovianos planearon tender una emboscada a Black Lightning, Henderson logra dispararles, lo que termina con él matándose mutuamente con el último soldado markoviano. Antes de morir en los brazos de Black Lightning, Henderson le dice que no decepcione a Freeland. Más tarde es sucedido por Ana López en la temporada 4.